# Constituição do Estado de Santa Catarina de 1947
Com o fim do regime do Estado Novo (Brasil) (1937-1945), concretizado em 29 de outubro de 1945, e a deposição do Presidente do Brasil, Getúlio Vargas, ficou estabelecida a manutenção das eleições e a formação de uma Assembleia Nacional Constituinte para elaborar uma nova constituição brasileira, a Constituição de 1946.
Assim, o Estado de Santa Catarina elegeu sua representação para o Senado Federal e para a Câmara de Deputados, e tratou da eleição dos componentes para a Assembleia Legislativa Estadual, com funções de elaborar a Constituição Estadual de 1947.
Em 23 de julho de 1947 é promulgada no Estado de Santa Catarina a Constituição do Estado decorrente da nova Constituição Federal e do período democrático em que o país se encontrava. A Constituição do Estado de Santa Catarina de 1947 contava com 225 artigos, sua estrutura é dividida em 11 títulos e um Ato de Disposições Constitucionais Transitórias, além de 29 artigos subdivididos em capítulos e então em seções 
A lista dos constituintes (deputados que assinaram a Constituição em 23 de julho de 1947) encontra-se no site da ALESC
1. ↑  «1ª Legislatura (1947 - 1947) / Legislativo / Deputado(a) Estadual / Legislaturas / Memória Política de Santa Catarina». memoriapolitica.alesc.sc.gov.br. Consultado em 24 de setembro de 2022
2. ↑  BAMBERG, C. R. F. P. A. ; Eggert-Steindel, Gisela . Entre silêncios, indícios e menções: a biblioteca escolar na legislação educacional de Santa Catarina (1961-1981). 1. ed. Curitiba: Appris, 2020. v. 1. 135p . (PDF). [S.l.: s.n.]